# آلسیو بوگنو
آلسیو بوگنو (انگلیسی: Alessio Bugno؛ زادهٔ ۲۷ مارس ۱۹۹۰) بازیکن فوتبال اهل ایتالیا است.
از باشگاه‌هایی که در آن بازی کرده‌است می‌توان به باشگاه فوتبال مونتسا و باشگاه فوتبال کارلایل یونایتد اشاره کرد.